# Bøgslund
Bøgslund (tysk: Böxlund) er en landsby og kommune beliggende på gesten vest for Flensborg i det nordlige Sydslesvig og umiddelbart syd for den dansk-tyske grænse. Administrativt hører kommunen under Slesvig-Flensborg kreds i den tyske delstat Slesvig-Holsten. Kommunen er den mindste kommune efter indbyggertal i Slesvig-Flensborg kreds. Den samarbejder på administrativt plan med andre kommuner i omegnen i Skovlund kommunefællesskab (Amt Schafflund). I byen bor mange pendlere, der arbejder til dagligt i Flensborg eller Harreslev.
I kirkelig henseender hører Bøgslund under Medelby Sogn. Sognet lå i Kær Herred (Tønder Amt, Slesvig), da området tilhørte Danmark.
Byen blev første gang nævnt i 1584. Forleddet henføres til bøgetræer. Den dialektale udtale er Bögslunj. Kommunvåden viser en bog, en harve og en iskristall.
Området er præget af store hedearealer med mindre skovarealer som den fredede Bøgslund Krat, som er beliggende syd for landsyben på grænsen til kommunerne Medelby og Vesby. Her findes også en tidligere grusgrav. Under kommunen hører også Stoltbjerg (Stolzberg), hvorfra der er god udsigt over det omgivende land.

## Bøgslund Krat
Det syd for landsbyen beliggende skovområde Bøgslund Krat indgår sammen med en tilhørende grusgrav i det 23 ha store fredede område Eichenkratt und Kiesgrube südlich Böxlund (Egekrat og grusgrav syd for Bøgslund). Naturområdet strækker sig til nabokommuner Medelby og Vesby og blev fredet i december 1990.